# Ray Moore
Raymond S. Moore, känd som Ray Moore, född 1905 i Montgomery City, Missouri, död 13 januari 1984, var en amerikansk serietecknare. Han är framför allt känd som illustratör av Fantomen. Moore var från början assistent till Phil Davis som tecknade Mandrake och blev av Fantomens och Mandrakes skapare, Lee Falk, utvald till Fantomenillustratör. Moore var med om en olycka under andra världskriget och han var tvungen att lämna över tecknandet av serien till Wilson McCoy.

## Biografi
Moore levde större delen av sitt liv i Missouri  fram till sin död 1984 . Han var son till en juvelerare och klocktillverkare och hade ursprungligen för avsikt att bli ingenjör (på begäran av sin far) men insåg att han kunde leva på att jobba konstnärligt.
Han utbildade sig på Saint Louis University och började som reklamtecknare.
Han kom in på tecknade serier genom Phil Davis som han assisterade på "Mandrake" från februari 1935, där Lee Falk upptäckte honom och valde ut honom som tecknare till sin nyskapade serie "Fantomen", som började teckna i februari 1936. 

## Fantomen
Eftersom Moore arbetat som assistent till Davis på Mandrake blev han ett naturligt val att teckna Falks nya skapelse, då Falk som skapat serien insåg att han inte skulle ha tid att teckna serien själv. 
Fantomen började som dagsstrippar den 17 februari 1936, följt av söndagsserien i färg den 28 maj 1939; båda versionerna produceras fortfarande.
Under de närmaste sex åren ritade Moore Fantomen, medan Falk utvecklade Fantomen-historien och serien.  

## Teckningsstil
Det var genom Moores teckningar som den första generationen Fantomen-fans kom att känna och älska ”Den vandrande vålnaden”. Från början hade han en realistisk stil som inte ändrades mycket under de tre första åren.
Moores första tid på Fantomen inspirerades av hur Alex Raymond tecknade sina serier. I mitten av 30-talet hade redaktörerna på King Features en favoritstil för äventyrsserier, som Alex Raymond använde på dagsstrippen Secret Agent X9 och söndagsserierna Flash Gordon och Jungle Jim.
Phil Davis använde en variation av det på Mandrake och Charles Flanders blev övertygad om att teckna i samma stil när han tog över X-9 och King of the Royal Mounted (King vid gränspolisen på svenska). Det var därför naturligt för Moore att han skulle teckna Fantomen i den Raymond-stil som föredrogs av syndikatet.
Moore anpassade sig också till filmens sätt att bildsätta, och använde sig av bilder på avstånd, närbilder, vyer ovanifrån etc. Det var sådant som Milton Caniff gjorde i Terry and The Pirates och det påverkade utseendet på många av äventyrsserierna.
Moore teckningsstil var atmosfärsskapande med en skuggningsteknik som passade den mystiska Fantomen-karaktären. 
De första åtta dagliga berättelserna ritade av Moore är sofistikerade och konstnärliga. Klädstil och layouter har en tydlig 30-talskänsla och många serierutor kan påminna om modeteckningar.  
Moore kombinerade ofta enkel och ren layout i serierutorna med fantasifull användning av svarta områden och tung skuggning, särskilt på Fantomens kropp. Denna tidiga stil skildrar Fantomen som en mörk och overklig figur. En mystisk person.
Han ändrade dock lite senare sin stil och fokuserade mindre på den mörka atmosfär han hade blivit känd för, till fördel av en mer realistisk stil, med mer detaljer och mindre mystik.
Stilen på Fantomen-serien förändras 1939 och 1940. Förändringen, som började episoden The Slave Traders, var en gradvis förenkling av Fantomens utseende, och inte så mycket av de andra karaktärerna.  
Ändringen i stil fortsatte genom episoderna The Mysterious Girl och The Golden Circle och var väl etablerad i episoden The Seahorse i slutet av februari 1940. 
Med stilförändringen upphör i stort sett användningen av tung skuggning på Fantomen själv. Ljusskuggning används fortfarande i tillfälliga ansiktsbilder, men inte så ofta.
Förenat med denna ändring av teckningsstil är att söndagsserien startar den 28 maj 1939, två veckor in i dagsstrippsepisoden The Mysterious Girl. 
När det gäller detaljrikedom sker en dramatisk förändring mellan den första söndagsepisoden, The League of Lost Men, och den andra, The Precious Cargo of Colonel Winn, som har en mer subtil och mindre detaljrik stil.  
Den ökning av arbetsbelastningen det innebar att teckna två serier samtidigt hade förmodligen något att göra med förenklingen i stil.

## Assisterande tecknare
Det är också möjligt att dessa förändringar kan utgöra början på Wilson McCoys inflytande över tecknandet. McCoy, som delade studio med Moore, tecknade dock serien ”okrediterad” länge innan han började signera den, varför det är mycket svårt att vara helt säker på exakt när Moore slutade och McCoy började göra saker, vem som hjälpte vem med arbetet och vems idéer som hade inflytande över vad.
Moore var tvungen att sluta teckna serien 1942 när han deltog i den amerikanska militärtjänsten under andra världskriget. McCoy tog över tecknandet av serien tills Moore återvände 1945. 
Efter sin tid som pilot under kriget led Moore av en nervskada, vilket var en bidragande orsak till att hans karriär som Fantomen-tecknare fick ett slut ett par år efter att han återupptog arbetet.
Moore var oförmögen att fortsätta teckna Fantomen som förut och lämnade därför mer och mer över arbetet på serien till McCoy.
Lee Falk hävdade alltid att Moore var den tecknare som passar Fantomen bäst, på grund av sin talang för att rita vackra tjejer. Det var denna talang som ledde Falk till att skriva många äventyr om brottsliga ligor bestående av bara kvinnor, som det ökända Sky Band.
Moore är känd av fans för att vara lika mystisk som den Fantomen han skapade. Före 2011 var det bara två fotografier av honom som var kända, båda i profil. Hans ansikte var därför ganska okänt för världen. Och om han vid något sällsynt tillfälle gjorde en intervju, nämnde han sällan sitt privatliv.